# Eslávia

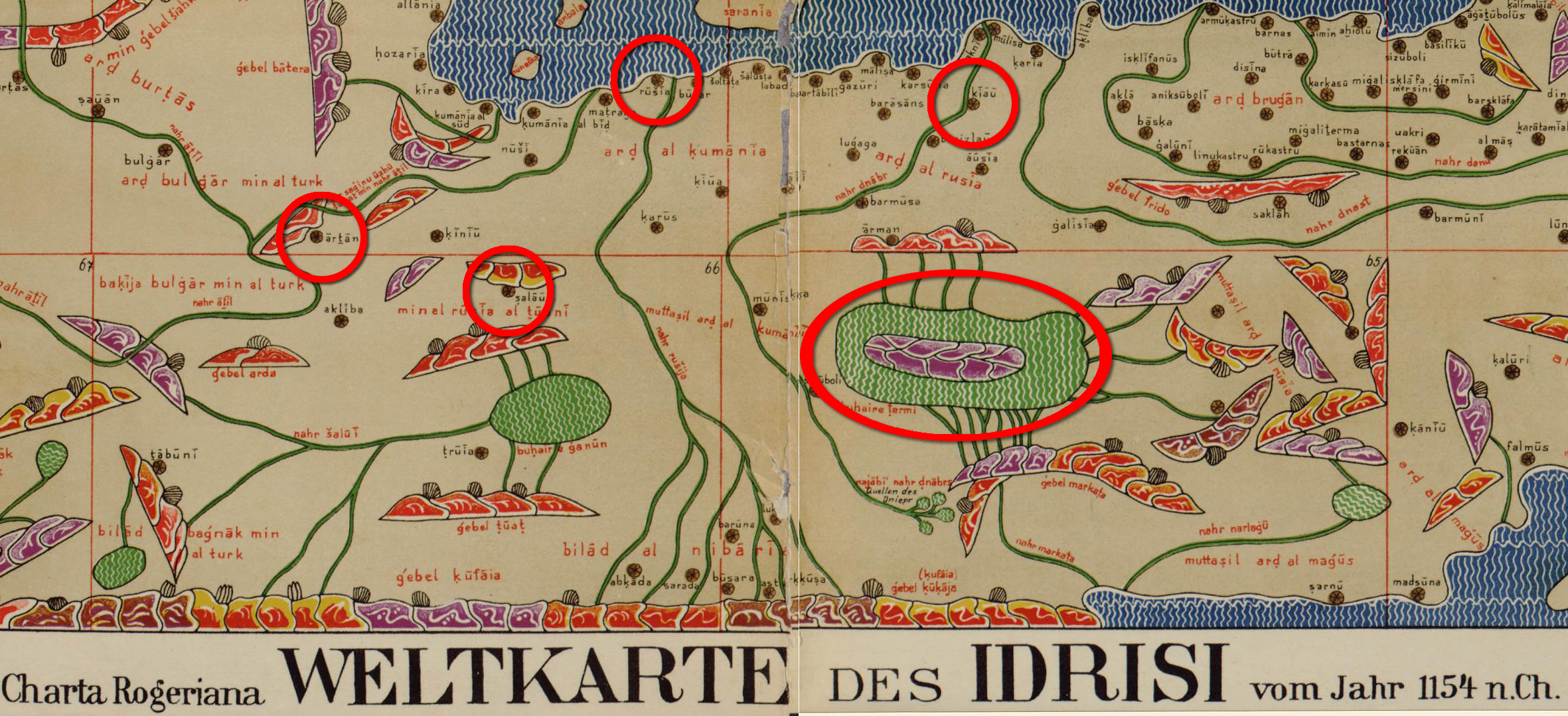
Eslávia (Salau) no mapa de Dreses (no segundo círculo a partir da esquerda). Mares Negro e Azove vistos de cima.

Eslávia (em árabe: صلاوية; em russo:  Сла́вия, ас-Славия; em ucraniano:  Сла́вія) é um dos três núcleos da Rus, descritos em fontes árabes do séc. X. Junto com Artânia e Cuiaba, é mencionado pelos autores árabes Alistacri e ibne Haucal, cujas obras remontam à obra de Albalqui (c. 920), que não chegou até nós.
E existem três grupos de rus. O grupo mais próximo dos búlgaros e cujo governante está em uma cidade chamada Cuiaba, e é maior que os búlgaros. E o grupo mais acima deles é chamado Eslávia, e seu governante está na cidade de Salau, e seu grupo é chamado Artânia, e seu governante está situado em Ars, sua cidade. E pessoas com objetivos comerciais chegam a Kuyaba e arredores. Quanto a Arsa, não ouvi ninguém mencionar que estrangeiros chegaram até lá, pois as pessoas de lá matam todos os estrangeiros que vêm até eles. Eles próprios descem às águas para negociar e não informam nada sobre os seus negócios e bens, e não permitem que ninguém os siga e entre no seu país. <...> Sables negras, raposas negras e estanho (chumbo?) e um certo número de escravos são exportados de Arsa.

Ibne Haucal, Kitab al-masalik wa-l-mamalik, década de 970.
Eslávia, centrada na cidade de Salau (slav), é descrita como o grupo mais remoto da Rus, juntamente com Cuiaba e Artânia mantendo extensas ligações comerciais internacionais, em particular com o Oriente muçulmano. Na descrição de ibne Haucal, é apontado como o principal em relação aos outros dois. A história concorda bem com as informações de O Conto dos Anos Passados. No entanto, não está claro se data de antes da formação da Rus de Kiev, ou reflete um momento em que já existia.
Eslávia é identificada com os eslovenos do Ilmen, e a cidade de Eslávia com o hipotético antecessor de Novogárdia (possivelmente Ladoga, cuja existência inicial é confirmada por arqueólogos).

## Outros significados

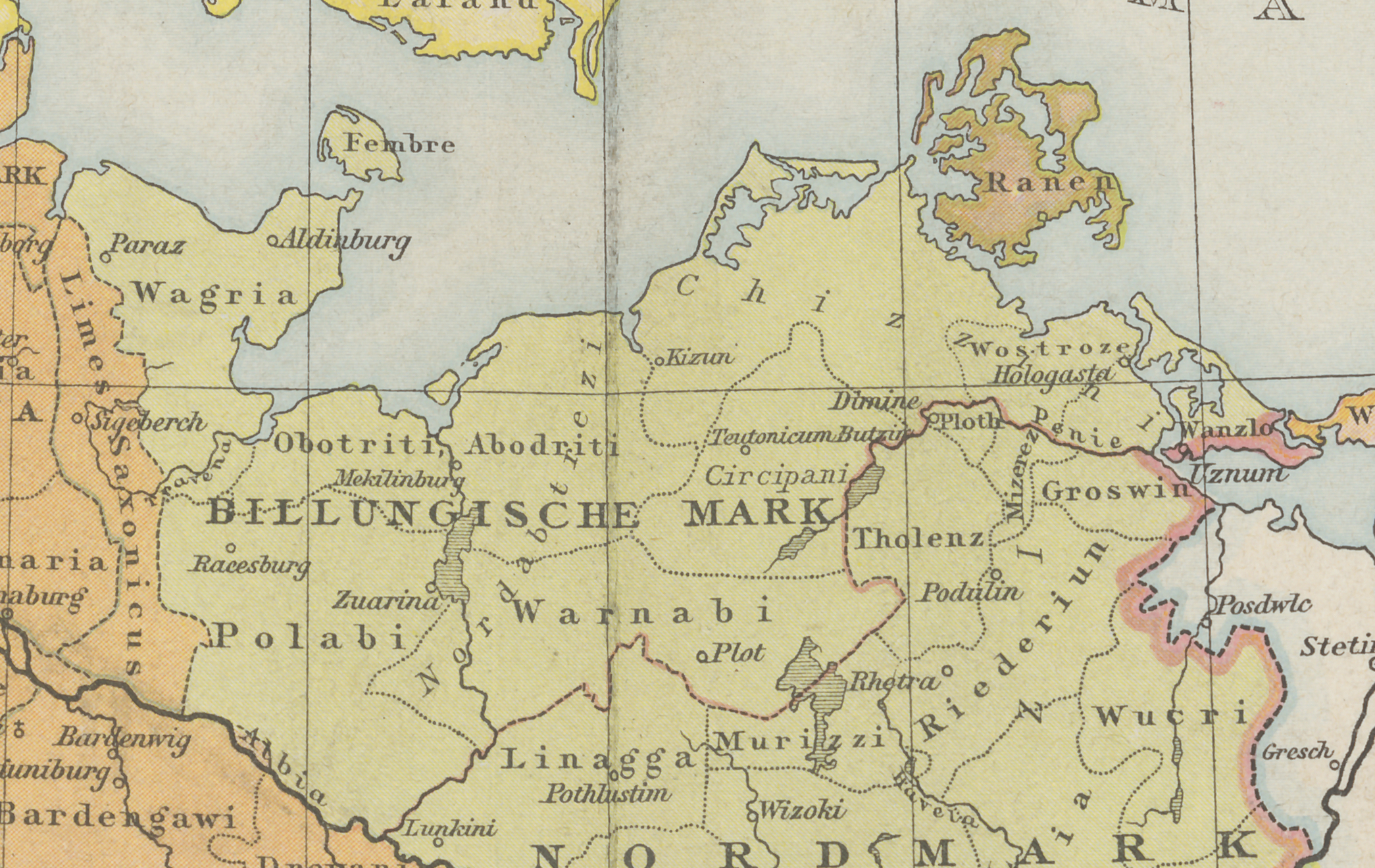
Vágria no mapa

Em algumas fontes europeias, “Eslávia” refere-se à formação estatal dos eslavos polábios e bálticos, bem como da Polônia, da República Checa, da Iugoslávia e da Bulgária. A Crônica eslava de Helmoldo contém um fragmento que descreve Eslávia:
Aldemburgo é igual a Estargarde na língua eslava, ou seja, a cidade velha. Situado, como se costuma dizer, na terra dos vagros, na parte ocidental da [costa do] Mar Báltico, é o limite da Eslávia. Esta cidade, ou província, já foi habitada pelos homens mais valentes, pois, estando à frente da Eslávia, tinha como vizinhos os povos dinamarqueses e saxões...”.